# Hydrogenophaga luteola
Hydrogenophaga luteola es una bacteria gramnegativa del género Hydrogenophaga. Fue descrita en el año 2015. Su etimología hace referencia a amarillo. Es aerobia y móvil por flagelo polar. Tiene un tamaño de 0,6-0,7 μm de ancho por 1,8-2,4 μm de largo. Forma colonias amarillentas, translúcidas y convexas en agar R2A. Temperatura de crecimiento entre 18-37 °C, óptima de 28-37 °C. Crece en los medios de cultivo agar R2A, NA y TSA, pero no en LBA ni MacConkey. Catalasa y oxidasa positiva. Se ha aislado de agua de un estanque en China. 